# Carlos Salinas de Gortari
Carlos Salinas de Gortari (Ciudad de México, 3 de abril de 1948) es un economista, escritor y político mexicano que se desempeñó como presidente de México del 1 de diciembre de 1988 al 30 de noviembre de 1994.
Previamente había sido secretario de Programación y Presupuesto en el gobierno de Miguel de la Madrid. Posteriormente, fue postulado candidato por el Partido Revolucionario Institucional en 1987. Resultó elegido presidente de México el 6 de julio de 1988, en una elección controversial ampliamente considerada como fraudulenta.
Durante su sexenio, se dieron importantes cambios económicos, entre ellos firma del Tratado de Libre Comercio de América del Norte, privatización masiva de empresas estatales, incluida la banca, y la implementación del Programa Nacional de Solidaridad. Además se restauraron las relaciones Iglesia-Estado y se establecieron relaciones diplomáticas con la Santa Sede.
Fue el último presidente al que se le asignó una partida presupuestal cuyo gasto no estaba sujeto a comprobación, denominada comúnmente partida secreta. Sin embargo, en las administraciones subsecuentes a la suya este tipo de gasto ha sido ejercido en secretarías de Estado con fundamento en el artículo 74 constitucional.
Después de haberse retirado de la vida pública de su país al finalizar su sexenio ha tenido apariciones públicas por invitación de instituciones, como es el caso de sus ponencias dadas en la Universidad de Oxford, el Centro de Estudios Espinosa Yglesias (CEEY), la Fundación José Ortega y Gasset, así como en el marco del Vigésimo Aniversario del Instituto Federal Electoral, entre otras.
Actualmente vive con su segunda esposa, Ana Paula Gerard Rivero.
El 12 de mayo de 2009 se desató una polémica en torno a su persona y la de su hermano Raúl Salinas de Gortari, por declaraciones de su antecesor, el expresidente Miguel de la Madrid Hurtado, sobre el desempeño de Salinas de Gortari como presidente. Las declaraciones, de las que al día siguiente se retractara el propio Miguel de la Madrid Hurtado, incluían acusaciones de corrupción y narcotráfico, por lo que el expresidente se arrepentía de haberlo hecho su sucesor.
A menudo se menciona a Salinas de Gortari como el expresidente mexicano menos popular. De acuerdo con una encuesta nacional realizada en 2005 por Parametría, 73% de los encuestados dijo tener una imagen negativa de Salinas de Gortari, y solo el 9% afirmó tener una imagen positiva del expresidente.

## Educación y primeros años en la política
Nació en la Ciudad de México el 3 de abril de 1948. Sus padres fueron Raúl Salinas Lozano, senador y extitular de la Secretaría de Industria y Comercio en el sexenio de Adolfo López Mateos (1958-1964), y Margarita de Gortari Carvajal, profesora y perteneciente a una familia de gran prestigio en el ámbito cultural de su época.[cita requerida]
Su familia se encargó de guardar con extremo celo un delicado episodio de esta infancia: mientras jugaban a “la guerra”, los niños Gustavo Zapata Rodríguez, Raúl y Carlos Salinas, de 8, 5 y 4 años de edad, respectivamente, le dispararon con un rifle calibre 22 a una jovencita llamada Manuela, de 12 años, trabajadora doméstica de los Salinas, y la asesinaron.

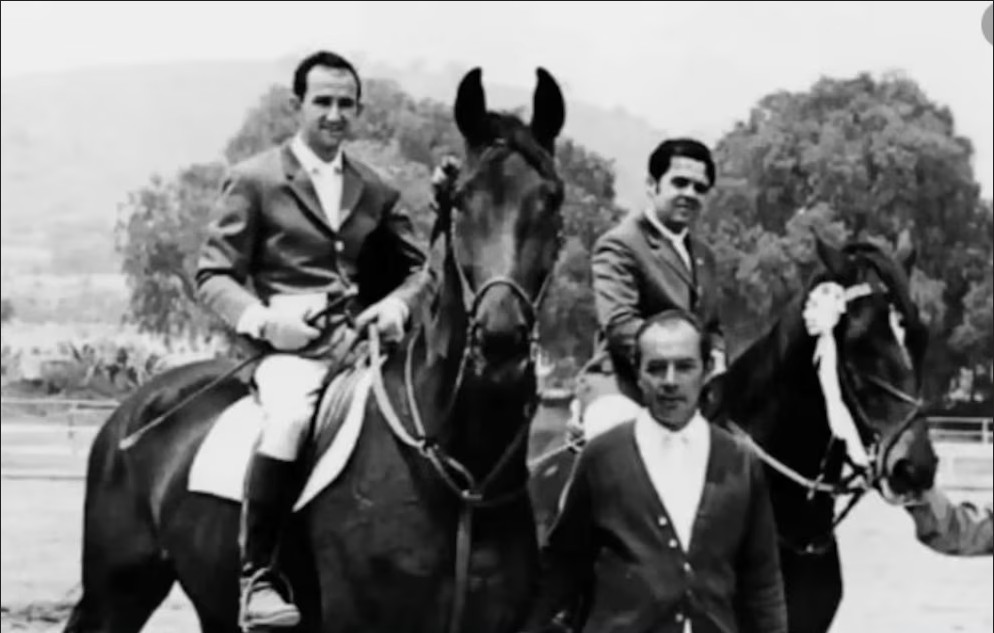
El expresidente Carlos Salinas de Gortari montado a caballo durante los Juegos Panamericanos de Cali en 1971.

Estudió la primaria en la escuela "Abraham Lincoln", la secundaria número 3 "Héroes de Chapultepec" y el bachillerato en el plantel 1 de la Escuela Nacional Preparatoria, con sede en el Antiguo Colegio de San Ildefonso, y luego en un periodo de tres años obtuvo la licenciatura en Economía por la Universidad Nacional Autónoma de México (UNAM) (1966-1969), cuando Ifigenia Martínez dirigía la Escuela Nacional de Economía (hoy Facultad de Economía), en 1970. Continuó sus estudios en la Universidad de Harvard, donde obtuvo la maestría en Administración pública (1973), la maestría en Economía política (1976) y el doctorado en Economía política y Gobierno (1978). De regreso en México, trabajó como catedrático en varias universidades y comenzó a escalar posiciones en el gobierno federal. En esa época, era evidente su interés por los problemas del campo mexicano. En 1982, publicó, con el Fondo de Cultura Económica, un estudio escrito en 1979, llamado Producción y participación política en el campo. En 1982, su antiguo profesor en la UNAM, Miguel de la Madrid, fue elegido presidente de México y Salinas fue nombrado secretario de Programación y Presupuesto (SPP).[cita requerida]
Trabajó como profesor auxiliar de Estadística en la UNAM y a partir de 1976 enseñó las asignaturas de Finanzas Públicas y Política Fiscal en el Centro de Estudios Monetarios Latinoamericanos (CEMLA) y en el Instituto Tecnológico Autónomo de México (ITAM). Deportista consumado y practicante de la hípica, el joven obtuvo la medalla de plata en los VI Juegos Panamericanos celebrados en Cali, Colombia, en agosto de 1971, como integrante del equipo de equitación mexicano.
Carlos Salinas fue designado candidato a la presidencia de la República por el PRI el 4 de octubre de 1987.[cita requerida]

## Elecciones de 1988
Carlos Salinas ascendió a la presidencia en una de las elecciones más polémicas de la historia reciente de México, en las que ocurrieron diversas irregularidades y claroscuros que hasta la fecha no se han esclarecido. La elección se llevó a cabo el 6 de julio de 1988; luego de una inestabilidad económica de más de 10 años, la estructura del PRI se debilitó y por primera vez en la historia moderna de México se vio una candidatura de oposición, la de Cuauhtémoc Cárdenas, con una posibilidad real de asumir la presidencia de la República.[cita requerida]
La noche de la elección, el flujo de los datos que liberaba la Comisión Federal Electoral por medio del secretario de Gobernación, Manuel Bartlett Díaz, se interrumpió en el sistema de cómputo utilizado para el escrutinio. A las 20:00 horas del mismo día, se presentaron en la sede de la Secretaría de Gobernación los candidatos Manuel Clouthier, Cuauhtémoc Cárdenas y Rosario Ibarra de Piedra denunciando la ilegalidad del proceso. En los días posteriores a la elección se realizaron diversas manifestaciones que expresaban el descontento por la manera en que se llevó a cabo la elección.[cita requerida]
El resultado oficial fue: 50 por ciento para Carlos Salinas, 31 por ciento para Cuauhtémoc Cárdenas y 17 por ciento para Manuel Clouthier.[cita requerida]
El Colegio Electoral de la Cámara de Diputados declaró la validez y legitimidad de las elecciones y se otorgó el triunfo a Carlos Salinas de Gortari como presidente constitucional el 10 de septiembre de 1988. La declaratoria se publicó el 13 de septiembre en el Diario Oficial de la Federación. Esta fue la última elección presidencial calificada por el Poder Legislativo.[cita requerida]
Las boletas de votación, que la oposición exigía que se hicieran públicas para aclarar las anomalías, se destruyeron en 1992, por decisión de la Cámara de Diputados, controlada por el PRI y con el apoyo del coordinador parlamentario del PAN, Diego Fernández de Cevallos. En años posteriores, miembros del PRI como Miguel de la Madrid o Beatriz Paredes Rangel reconocieron algunas de las irregularidades.

## Presidente de México

### Reducción de la deuda
En 1982, el pago anual de intereses de la deuda externa de México era de 14,000 millones de dólares. Entre 1983 y 1988, se destinó casi el 7% del PIB para su pago. El monto de lo destinado era casi el equivalente a lo que necesario para salud y educación en todo el país. Al inicio del sexenio de Salinas, el monto de la deuda era del 45% del PIB, lo cual hacia necesario una reducción de esta deuda para lograr un crecimiento económico. Después de casi cuatro años de largas negociaciones con el FMI, con políticos de Estados Unidos, mandatarios de países como Francia, Alemania, Canadá, Japón, Reino Unido y de otros países y con bancos comerciales en 1992, se llegó a un acuerdo y se logró una reducción de más de 7,000 millones de dólares. Debido a este logro, la deuda se disminuyó a 20,000 millones de dólares; la deuda total (externa e interna) descendió de 63% del PIB en 1988 a 22 por ciento en 1994, y los pagos de intereses pasaron de 17% del PIB a 9.8% en 1994.

### Liberalismo social
El sexenio de Carlos Salinas marcó un parteaguas respecto de las gestiones priistas previas, especialmente las de Luis Echeverría Álvarez y José López Portillo, en la medida que rompió con el discurso y la ideología del nacionalismo revolucionario que todavía con Miguel de la Madrid trató de presentarse como el soporte ideológico del priismo.[cita requerida]
Salinas adelantó una serie de tesis que él mismo englobó bajo la categoría de liberalismo social que buscaba recuperar lo mejor de las tradiciones ideológicas del liberalismo juarista del siglo XIX y de la Revolución mexicana del siglo XX. En este sentido, Salinas pronunció una serie de discursos durante 1991 y 1992 que sirvieron de soporte para impulsar algunas de sus más ambiciosas reformas. En un sentido, la que puso punto final a la reforma agraria, concebida ya desde tiempos de Luis Echeverría Álvarez más como un instrumento de control social que como una efectiva solución de problemas en el agro mexicano. Formó parte de esa ofensiva ideológica también la iniciativa para reformar las relaciones del Estado con las iglesias, especialmente la católica, aunque en este punto es donde es posible observar mayores tensiones entre la recuperación del juarismo propuesta por Salinas y las políticas desarrolladas por su gobierno.[cita requerida]
Salinas se inspiró para articular su propio concepto de «liberalismo social» en los trabajos de Jesús Reyes Heroles, Otto Granados Roldán (director de Comunicación Social durante los primeros años de su gestión) y José Francisco Ruiz Massieu (quien jugó un papel clave en la reforma de las relaciones Iglesia-Estado en México).[cita requerida]

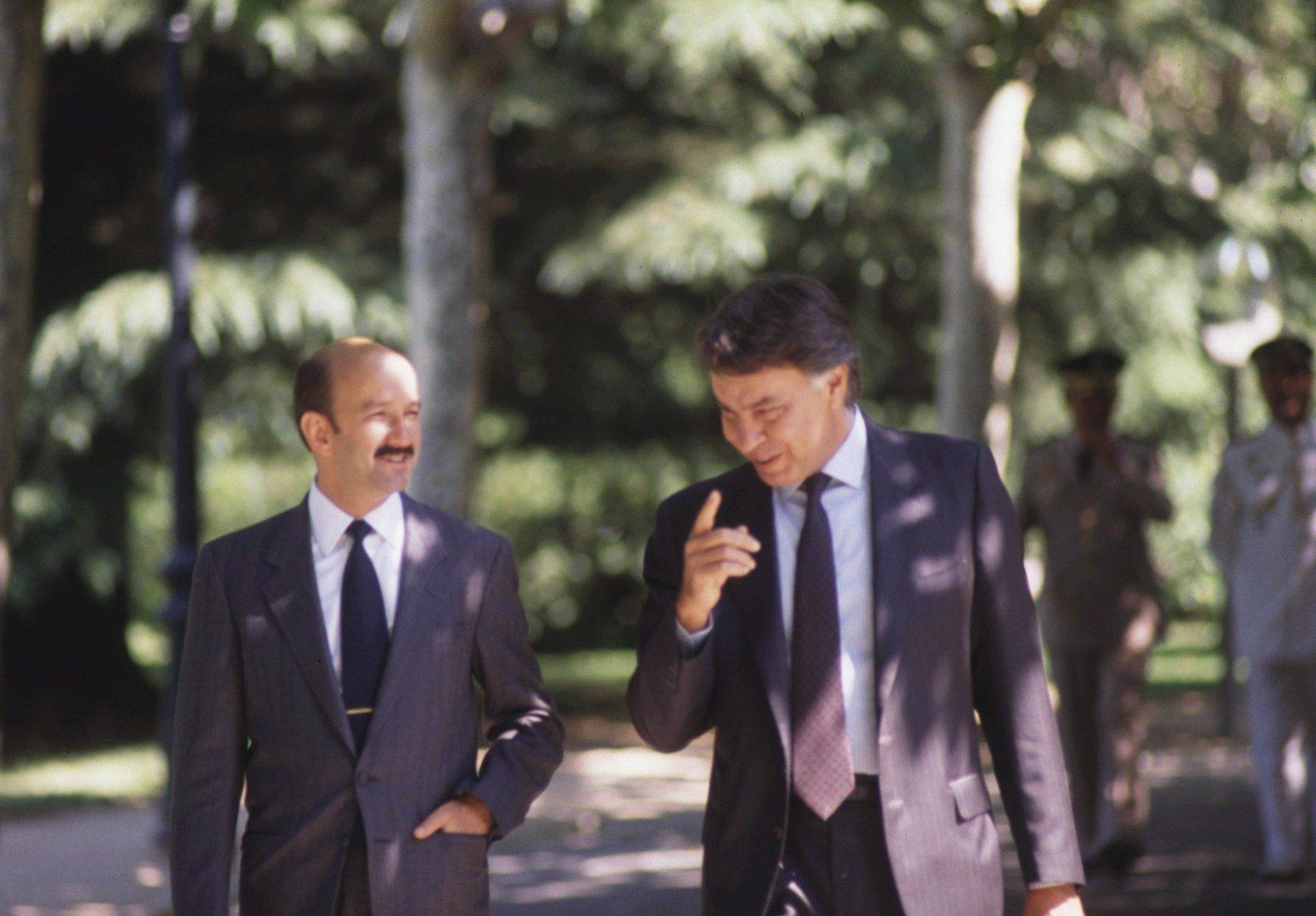
Fotografiado junto con Felipe González paseando por los jardines del Palacio de la Moncloa, en julio de 1989.

Pese a su deslinde con el neoliberalismo, en su libro La década perdida, de 2008, Miguel de la Madrid y él son considerados los padres del neoliberalismo en México.

### Privatizaciones
Hacía 1984, el gobierno federal era propietario u operaba poco más de 1150 empresas de todo tipo, desde cadenas y productoras de cine y televisión, hoteles, inmobiliarias, mineras, ingenios azucareros, automotrices, siderúrgicas, pesqueras, transbordadores; también fue el caso de la Siderúrgica Lázaro Cárdenas-Las Truchas, Petróleos Mexicanos y de la Comisión Federal de Electricidad.
La crisis de 1982 obligó al gobierno federal a nacionalizar la banca, con lo que la participación del Estado en la economía creció todavía más. En otros casos, sin embargo, el gobierno, lo mismo el federal que el del Distrito Federal y los de los estados, se convirtió en dueño de empresas como medida para evitar la quiebra de empresas privadas que se consideraba jugaban un papel importante para la economía del país o que simplemente empleaban a un número importante de personas.
Esta dinámica se vio favorecida por dos procesos. En un sentido, por la sobrevaluación del peso mexicano que ocurrió ya durante los últimos años del gobierno de Gustavo Díaz Ordaz y de manera más clara durante los primeros años del gobierno de Echeverría, quien expandió el control del Estado sobre la economía al hacerse cargo de Teléfonos de México. La sobrevaluación hacía que las mercancías mexicanas fueran más caras que las que se producían en otros países. No solo eso, gracias a las políticas de industrialización seguidas desde el gobierno de Lázaro Cárdenas (con un alto componente de protección a la industria nacional), las empresas mexicanas habían perdido calidad y eficacia.
Esta dinámica estuvo a punto de romperse con la decisión de Echeverría de devaluar el peso justo antes de que terminara su gestión en 1976. Sin embargo, su sucesor, López Portillo decidió utilizar los recién descubiertos excedentes petroleros para mantener intocadas las políticas industriales y comerciales que había heredado de sus predecesores.
Todas estas empresas operaban con déficit por lo que se mantenían gracias a una inyección constante de fondos públicos obtenido por medio de deuda, excedente petrolero o, en los peores momentos del periodo 1970-1982, por medio de la emisión de billetes y monedas sin sustento. Ello hizo que para 1982, el déficit público primario fuera de más del diez por ciento del producto interno bruto. Cerca de un 70 por ciento de este déficit provenía del sector paraestatal.
Con los ingresos de las privatizaciones se obtuvo casi el equivalente a 23,000 millones de dólares, los cuales fueron utilizados para amortizar la deuda pública interna. Con estos recursos se logró una disminución de la deuda interna, en 1988 era del 19% y para 1994 fue del 6%. Dando como resultado una disminución de los pagos de intereses y logrando un crecimiento en el gasto social.

#### Privatización de Telmex
En 1990, Telmex era una empresa con varias décadas funcionando y con solo 16 años de pertenecer al sector público, el servicio prestado por la empresa era motivo de frecuentes disputas como se puede observar en la cantidad de demandas que la empresa enfrentaba en la Procuraduría de la Defensa del Consumidor, así como por los tiempos de espera, en ocasiones de más de 10 meses, para conseguir una línea. En los primeros años de la administración Salinas de cada 10 hogares 8 no tenían teléfono y había hasta un millón de solicitudes pendientes. La gestión pública de Teléfonos de México, además, estaba plagada de dudas y sospechas acerca de la transparencia en el manejo de los recursos.
La venta fue hecha a través de una subasta pública. A pesar de que varios grupos extranjeros ofrecieron cantidades mayores para la compra de Telmex, uno de los requerimientos determinantes era que la propiedad mayoritaria quedara en manos mexicanas, es por eso que de los grupos con control accionario mexicano, la mayor fue la que encabezaba el Grupo Carso, propiedad del empresario Carlos Slim, por lo que este fue declarado ganador.
Con motivo de esta privatización se inició la modernización de la telefonía en México. En los siguientes años el número de poblaciones rurales atendidas pasó de 6,350 a 21,263; los teléfonos públicos llegaron a más de 200,000 en todo el país y se inició la instalación de una red de fibra óptica que ahora cubre las ciudades más importantes de México.

#### Privatización de la banca
La privatización de la banca se llevó a cabo mediante una reforma constitucional a los artículos 28 y 123 que fueron aprobados el 12 de mayo de 1990 en la cámara de diputados y el 21 de mayo en la Cámara de Senadores. Guillermo Ortiz Martínez subsecretario de Hacienda con Salinas, fue uno de los responsables de este proceso.
La privatización ya había iniciado durante la administración de Miguel de la Madrid cuando el gobierno vendió los primeros paquetes accionarios que permitieron que hasta un 33 por ciento del capital social de cualquier banco fuera capital privado. Como en el caso de Teléfonos de México, la privatización ocurrió por medio de subastas públicas. Los postores fueron evaluados por un comité en el que participaron, entre otros, el exgobernador del Banco de México, Guillermo Ortiz. La transparencia y éxito con la cual fue privatizada la banca fue reconocida por diversos documentos del Banco Mundial.
En este proceso 18 instituciones financieras fueron vendidas, lo que permitió que el gobierno federal recaudara 13,000 millones de dólares, los cuales fueron destinados al pago de la deuda interna.
Con este proceso se pretendía la descentralización y democratización del capital, con el argumento de una mayor competencia, ya que en 1994 se autorizó la entrada de bancos extranjeros. Sin embargo, hoy en día alrededor del 80 por ciento de la banca es extranjera y se ha concentrado en pocas manos, lo que es consecuencia de las decisiones de Salinas y de sus sucesores en la presidencia de la República.

### Tratado de Libre Comercio

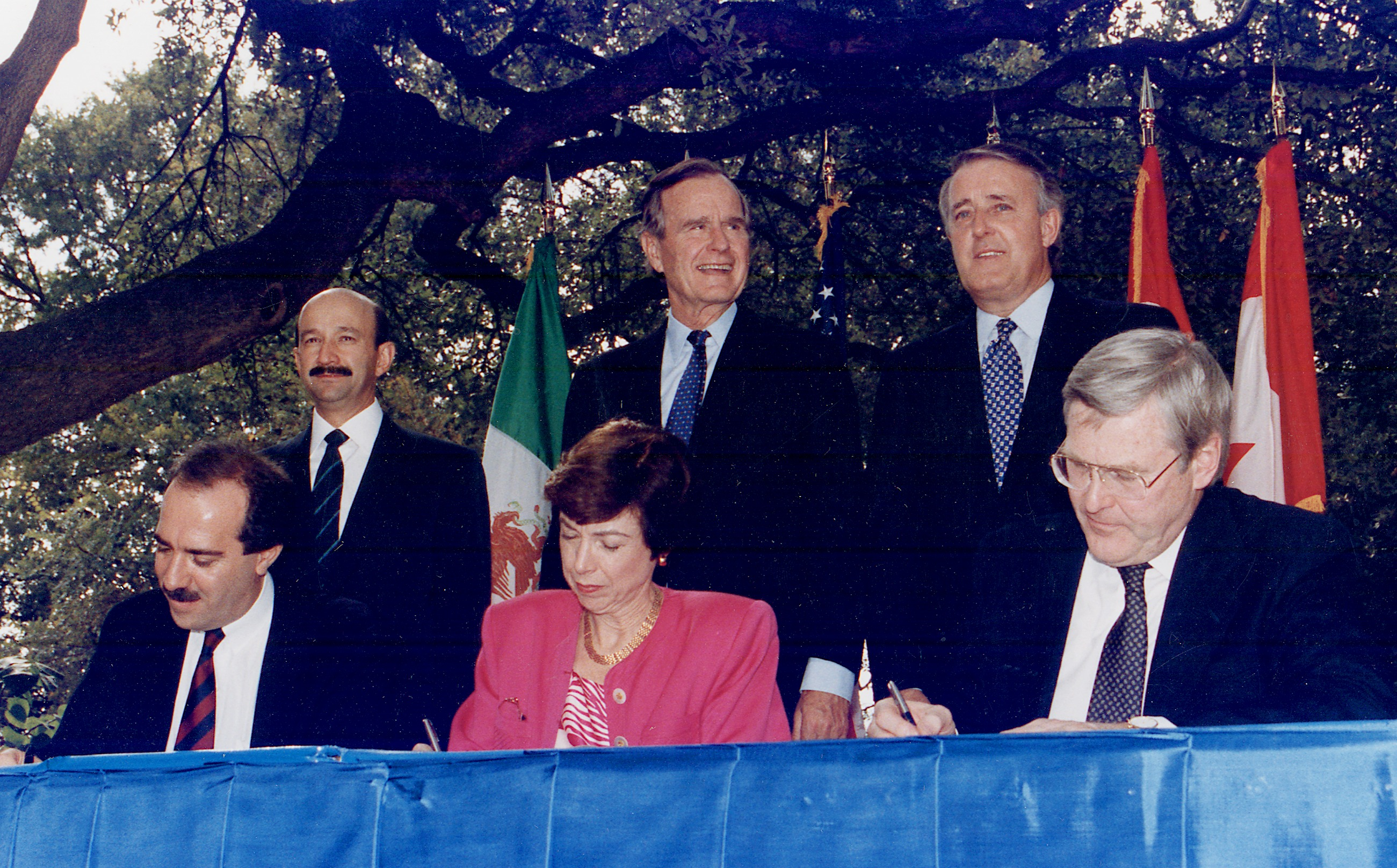
Carlos Salinas (esquina superior izquierda), George H. W. Bush y Brian Mulroney durante la ceremonia inicial del TLC.

A finales de los ochenta, el mundo atestiguó cambios como la caída del Muro de Berlín, el fin de la guerra fría entre Estados Unidos y la Unión Soviética, el fin de la dictadura de Augusto Pinochet y la invasión de Estados Unidos a Panamá. Fue también un momento en el que los procesos de globalización de los mercados se intensificaron. No solo eso, Estados Unidos había concluido con éxito años antes un acuerdo comercial con Canadá que eliminó los aranceles y tarifas entre ambos países. Europa, por su parte, avanzaba a grandes pasos en la consolidación de lo que originalmente fue una zona de libre comercio hasta dar forma a la actual Unión Europea.
La administración Salinas estimó que México debía redefinir los términos de sus relaciones con sus principales socios comerciales y redefinir las hipótesis que habían servido desde la década de los treinta, como soporte para el desarrollo de la economía mexicana, fue así que Salinas inició, primero informalmente, consultas con empresarios de México, Estados Unidos y Canadá para lograr la integración de México al acuerdo comercial originalmente pactado por estos últimos.
Las negociaciones formales del Tratado de Libre Comercio de América del Norte iniciaron en 1990 y continuaron durante los próximos tres años. No solo eso, sobrevivieron a la derrota del Partido Republicano en las elecciones presidenciales de noviembre de 1992, en las que triunfó el demócrata Bill Clinton. El TLCAN entró en vigor creando la que hasta ese entonces era la zona de libre comercio más grande en el mundo.
El TLCAN ha tenido efectos mixtos: resultados notables en materia de comercio e inversión extranjera, pero no en empleo y salarios, de lo que se deduce que ha fomentado una mayor concentración de la riqueza en pocas manos.

### Reforma agraria
El artículo 27 de la Constitución vigente en 1988, establecía la obligación del gobierno de dar tierra a todo el que la solicitara. Sin embargo, el ritmo de crecimiento de la población en las zonas rurales era mucho mayor del que se había registrado en toda la historia previa de México, gracias a una serie de avances en medicina básica. En segundo lugar, la calidad de las tierras en México es desigual, pues buena parte del territorio nacional no cuenta con irrigación suficiente para mantener una agricultura comercial. Finalmente, los sectores industrial y de servicios no estaban en condiciones de absorber los excedentes de mano de obra que el crecimiento de la población rural generaba.
Hacia finales de los sesenta era claro que la capacidad del gobierno federal para dotar de tierras a quienes las demandaran era limitada y que, además, al hacerlo se había facilitado la constitución de poderosos grupos políticos que traficaban con la necesidad de tierras. El gobierno de Luis Echeverría, sin embargo, optó por mantener la ilusión de la Reforma Agraria elevando al antiguo Departamento de Asuntos Agrarios y Colonización (DAAC) al rango de secretaría de Estado, al tiempo que decidía intervenir las propiedades de algunas de las más exitosas agroindustrias del país con la promesa de distribuir esas tierras.
Ante esta realidad, Carlos Salinas de Gortari señaló que era necesario terminar con el reparto masivo de tierras. En su primer informe de Gobierno Carlos Salinas dijo: «El reparto masivo de tierras ha concluido. Quien afirme que todavía existen millones de hectáreas por repartir está mintiendo», declaración que inició un ambicioso programa de reformas constitucionales y legales, que culminaron cuando el 1 de noviembre de 1991, Salinas anunciaba durante su tercer informe de gobierno la decisión de impulsar una profunda reforma a la Constitución y a las leyes en materia agraria, a fin de hacer posible la venta de los ejidos. Luego de intensos debates que cimbraron la estructura del PRI, la reforma fue aprobada por la Cámara de Diputados el 7 de diciembre de 1991 y por el Senado el 12 de diciembre del mismo año.
La reforma fue publicada el 6 de enero de 1992 en el Diario Oficial de la Federación y entró en vigor el día siguiente.

### Relación Iglesia-Estado
Parte del legado de la administración Salinas lo constituye la amplia reforma de la relación Estado-Iglesia promovida por él. La reforma fue consecuencia de una serie de cambios culturales y políticos que hicieron inaplicable la letra o el espíritu de la legislación vigente en México hasta 1992 en materia de relaciones Estado-Iglesia.
Las visitas del papa Juan Pablo II hicieron evidente la incapacidad del Estado para aplicar la legislación. Además, en distintos estados de la República, la Iglesia se convirtió en un importante promotor de severas críticas al carácter autoritario del régimen político vigente en México.
Durante la década de los ochenta, la Iglesia, especialmente líderes de la Conferencia del Episcopado Mexicano como Ernesto Corripio Ahumada, lanzaron una serie de retos a la legislación vigente en el país que alcanzaron un punto álgido cuando en 1986, en el contexto de las elecciones locales en el estado de Chihuahua, los obispos de ese estado amenazaron con organizar, como durante la Guerra Cristera, una huelga de cultos. [cita requerida]
La huelga fue impedida por la intervención del entonces delegado apostólico Girolamo Prigione, pero evidenció —por una parte— la incapacidad del Estado para subordinar a la Iglesia y, por la otra, los severos problemas de legitimidad que el régimen enfrentaba. [cita requerida]
Salinas advirtió la dimensión del reto planteado por la Iglesia y fue así que inició una política de acercamiento que incluyó, primero, como candidato presidencial, una serie de visitas a los obispos mexicanos en sus lugares de origen. Después de la elección, la Iglesia ofreció a Salinas un gesto simbólico cuando tres prelados (Ernesto Corripio Ahumada, Genaro Alamilla Arteaga y Girolamo Prigione) acudieron a la toma de posesión de Salinas el 1 de diciembre de 1988. A partir de ahí se iniciaron una serie de acercamientos y negociaciones que culminaron en 1992.
Fue en ese año que el Partido Revolucionario Institucional presentó una iniciativa de reformas a los artículos 3, 5, 27, 28 y 130 de la Constitución. Las reformas, apoyadas por una abrumadora mayoría de diputados y senadores del Congreso electos por los tres principales partidos políticos de México (Partido Revolucionario Institucional, Partido Acción Nacional y Partido de la Revolución Democrática) modificaron de manera radical los términos de la relación con las iglesias, especialmente con la católica. El siguiente paso ocurrió cuando se reanudaron, luego de más de un siglo de estar interrumpidas, las relaciones diplomáticas entre México y la Santa Sede para dar paso, finalmente, a la promulgación de nuevas leyes reglamentarias de las relaciones Estado-iglesias.
Carlos Salinas fue, en este sentido, el primer presidente mexicano en recibir al Santo Padre Juan Pablo II en su condición de Jefe del Estado Vaticano, durante la tercera visita a México del pontífice en el estado de Yucatán, el 11 y 12 de agosto de 1993, siendo testigos Mons. Manuel Castro Ruiz, Arzobispo de Yucatán y Dulce María Sauri Riancho, Gobernadora del Estado de Yucatán.
La nueva legislación otorga personalidad jurídica a las iglesias y devolvió parcialmente los derechos políticos a los así llamados «ministros de culto», que ahora pueden votar. Sin embargo, la legislación mexicana aún desconoce el derecho de los ministros de culto a ser votados, además de que impone mecanismos muy restrictivos para el ingreso de personal religioso extranjero a México. La personalidad jurídica de las iglesias está limitada también en lo que hace a su capacidad para ser propietarias de bienes inmuebles y especialmente para ser propietarias u operar medios de comunicación electrónicos.
Salinas ha expresado en fechas recientes su insatisfacción con los resultados de la reforma, aunque nunca ofrece detalles del porqué de su insatisfacción por lo que observadores de la política mexicana estiman que se trata de una manera de admitir errores y evitar aparecer como intransigente ante la opinión pública del país que le reclama la insensibilidad con la que desarrolló algunas de sus políticas y, sobre todo, el descuido que él mismo admite tuvo al permitir que su hermano Raúl violara flagrantemente las leyes del país.

### Programa Nacional Solidaridad y desigualdad
El 2 de diciembre de 1988 se puso en marcha el programa Solidaridad, como primera acción de gobierno el cual trataba de lograr mayor justicia social más allá de un esquema de transferencia de recursos o de subsidios focalizados. Para lograr a cabo este proyecto no solo era necesario el apoyo del gobierno, sino también la participación organizada de la población, impulsados con un sentimiento de nacionalismo y de desarrollo social.
Este programa fue encabezado por Carlos Rojas Gutiérrez, entonces subsecretario de Desarrollo Urbano y Ecología, siendo titular Patricio Chirinos Calero y fue en gran medida administrado por el secretario de Programación y Presupuesto Ernesto Zedillo, posteriormente en enero de 1992, pasó a formar parte de la recién creada Secretaría de Desarrollo Social, con Luis Donaldo Colosio, como titular.
Durante seis años se invirtieron el equivalente a casi 18,000 millones de dólares, de los cuales el 67 por ciento fue de recursos federales y el resto de gobiernos locales e inclusive de los propios participantes.
Las tareas realizadas fueron diversas entre las cuales se pueden destacar, la rehabilitación y construcción de miles de escuelas, la organización de la población para introducir agua potable a sus comunidades, la introducción de servicio eléctrico en miles de comunidades rurales. La rehabilitación y construcción diversos hospitales la pavimentación de colonias populares, la entrega de más de 2 millones de escrituras y títulos de propiedad en zonas irregulares, más de un millón de Créditos a la Palabra a campesinos. La construcción de más de 20,000 kilómetros de caminos rurales así como la reconstrucción de 15,000 kilómetros de carreteras. La instalación de más de 14,000 tiendas de abasto comunitario.
Sin embargo, el términos generales la desigualdad entre los más favorecidos y los menos favorecidos se disparó durante el sexenio de Salinas. En 1991, el país tenía a dos hombres con una fortuna superior a los 1,000 millones de dólares en la lista de Forbes. En 1994, al final del sexenio de Salinas, ya eran 24. Y el más acaudalado de todos era Slim, beneficiario de la controveritida privatización de Telmex.
Con algunas importantes modificaciones y con el nombre de Progresa durante el sexenio de Ernesto Zedillo, Oportunidades durante los sexenios de Vicente Fox y Felipe Calderón, y Prospera en 2014 con la presidencia de Enrique Peña Nieto, estos programas han seguido constituyendo el tronco principal de la política social del gobierno federal en México.

### Levantamiento armado del EZLN en Chiapas
El 1 de enero de 1994, el autodenominado Ejército Zapatista de Liberación Nacional (EZLN) de forma sorpresiva y sin una declaración previa, inicia una insurrección armada en el estado de Chiapas, conocida como Levantamiento zapatista. Una vez producidas las ocupaciones, emiten la Declaración de la Selva Lacandona por la que declaran la guerra al Gobierno mexicano a la vez que piden «trabajo, tierra, techo, alimentación, salud, educación, independencia, libertad, democracia, justicia y paz».
En las primeras horas del año nuevo, los rebeldes atacan y consiguen ocupar las cabeceras municipales de San Cristóbal de Las Casas, Altamirano, Las Margaritas, Ocosingo, Oxchuc, Huixtán y Chanal.
El 1 de enero atacó la XXXI Zona Militar en un combate que duró más de diez horas a pesar de que el comandante militar, el general Gastón Menchaca Arias, había concedido el día franco a varios integrantes de sus tropas con motivo del año nuevo; finalmente, el EZLN no consiguió su objetivo y se replegó selva adentro.
Al mismo tiempo, se llevaría a cabo la batalla de Ocosingo, una de las batallas más sangrientas de aquellos primeros días de enfrentamientos. Según fuentes gubernamentales, el Ejército federal combatiría al EZLN con la instrucción de cuidar a la población civil. En una de estas acciones resulta muerto el Subcomandante Insurgente Pedro, jefe del estado mayor del EZLN.
El día 3, los rebeldes capturan al general Absalón Castellanos Domínguez, exgobernador de Chiapas, y para el 4 de enero el ejército ya tenía el control total de Ocosingo y las demás cabeceras municipales que el EZLN había tomado. Durante los siguientes ocho días la capacidad de ataque del EZLN era casi nula. Los informes castrenses confirmaban la derrota del EZLN a manos del Ejército federal y su fracaso respecto a la Primera Declaración de la Selva Lacandona en cuanto a «marchar hasta la Ciudad de México», ya que militarmente los rebeldes no tuvieron oportunidad de ir más allá de los municipios inicialmente tomados.
El ataque de los subversivos se cobra un balance de 57 muertos y 40 heridos.
Tras la sorpresa inicial, el presidente de la República Mexicana, Carlos Salinas de Gortari, dirige un primer mensaje a la nación el 6 de enero, negando que se trate de un alzamiento indígena y ofreciendo perdón a quienes depongan las armas. Desde el gobierno se acusa al EZLN de recibir apoyo extranjero mientras que el EZLN emite un comunicado en el que rechaza esas acusaciones y denuncia abusos de los militares que combaten contra ellos.
No habiendo alcanzado sus objetivos y ante la respuesta militar, los rebeldes reaccionan en un primer momento buscando una salida negociada y proponen al obispo de San Cristóbal de las Casas, Samuel Ruiz, Rigoberta Menchú y al periodista Julio Scherer como mediadores del diálogo. Días después establece unos requisitos que debería cumplir la comisión negociadora. El gobierno responde nombrando el día 10 de enero a Manuel Camacho Solís como comisionado para la Paz y la Reconciliación en Chiapas a la vez que ofrece al EZLN «paz con justicia y democracia».
El EZLN prosigue con su actividad guerrillera, y el día 8 hostiga mediante disparos las instalaciones del cuartel general de la XXXI Zona Militar (San Cristóbal de las Casas). Se registran atentados contra torres de abastecimiento eléctrico y contra un gasoducto de Petróleos Mexicanos. También presuntos zapatistas derriban dos torres de abastecimiento eléctrico en los estados de Puebla y Michoacán y al día siguiente estalla un coche bomba en la capital mexicana; además, grupos simpatizantes a los zapatistas arrojan una bomba en el Palacio Municipal de Acapulco. Después estalla un coche bomba cerca de un campo militar en el Estado de México, Hidalgo y la capital mexicana, respectivamente. Los rebeldes advierten de más posibles atentados en la capital mexicana.
El día 12 de enero, el presidente Carlos Salinas de Gortari ordena un alto el fuego unilateral del Ejército en Chiapas como primer paso para iniciar el diálogo, y envía a la Comisión Permanente del Congreso de la Unión su propuesta de Ley de Amnistía general. En ese momento, los enfrentamientos motivados por la insurrección habían causado 108 muertos, según datos oficiales, mientras el subcomandante insurgente Marcos afirmaría años después que 46 rebeldes fueron muertos durante los 12 días de combates entre la guerrilla y el ejército mexicano en enero de 1994.
En el ámbito político, el 18 de enero se produce la renuncia del gobernador interino de Chiapas, Elmar Setzer, que es sustituido por Javier López Moreno; y el EZLN, que había aceptado a Manuel Camacho como comisionado de Paz, propone una agenda de cuatro puntos para negociar y establece, mediante un comunicado, la agenda para iniciar la negociación. Los rebeldes también anuncian intenciones de intercambiar al exgobernador secuestrado por prisioneros zapatistas. Camacho Solís acepta la propuesta. Unas 70 000 personas marchan en la Ciudad de México a favor de la paz.
Justo un mes de haber comenzado su insurrección, el EZLN hace una llamado a los indígenas de Guerrero para que no les dejen solos. También llaman a organizaciones no gubernamentales a formar un cinturón de paz en torno al diálogo. La Cruz Roja, la sociedad civil y la policía militar instalan cinturones para resguardar las negociaciones mientras van llegando a San Cristóbal de las Casas 19 delegados zapatistas para participar en las Jornadas por la Paz y la Reconciliación, iniciándose las primeras conversaciones entre el EZLN y el gobierno federal el 16 de febrero.
El primero de marzo, el EZLN presenta al gobierno salinista una lista con sus demandas, y este propone cambios políticos ordenados en el marco de la ley. El diálogo termina el día 22, sin acuerdos, y los zapatistas anuncian una consulta para revisar el documento gubernamental entre sus comunidades indígenas y de sus bases de apoyo a la vez que restringen el acceso de la prensa a la zona de conflicto. Pero la crisis política terminó por hacerse manifiesta y en la tarde del 23 de marzo, el candidato priista a la presidencia de la República, el exsecretario de Desarrollo Social durante el sexenio salinista, Luis Donaldo Colosio Murrieta, sería asesinado en Lomas Taurinas, una colonia de la ciudad de Tijuana, al norte de México. Las circunstancias del asesinato dieron lugar a sospechas de la complicidad de algunos altos mandos políticos y militares e incluso de la misma oficina presidencial.[cita requerida]
Para mediados de 1994, el Ejército federal tenía apostados, según los cálculos más conservadores, doce mil efectivos y centenares de retenes y bases de operaciones militares, la opinión pública, pensaba que de un momento a otro se firmaría de la paz. El gobierno fue recuperando parte del control político de la situación a pesar de las acusaciones de estar militarizando la llamada «zona de conflicto» y de extender la presencia castrense a lo largo y ancho del territorio nacional, de modo que no se veía ningún obstáculo serio para la realización de las elecciones federales de ese año. El EZLN, por su parte, en febrero había comenzado los «Diálogos de Catedral» en un esfuerzo para la paz, brindando posteriormente informes, siendo percibido todo esto como importantes acciones hasta ese momento. En la «Catedral de la paz», los zapatistas, el comisionado Manuel Camacho y el obispo Samuel Ruiz rinden tributo a la bandera nacional.
El 10 de junio, el EZLN emite la «Segunda Declaración de la Selva Lacandona» en la que propone, entre otras cosas, replantear el problema del poder, libertad y justicia para que nazca una nueva cultura política dentro de los partidos del país. Dos días después da a conocer el resultado de su consulta y rechaza las propuestas gubernamentales, lo que provoca la renuncia de Manuel Camacho Solís como Comisionado para la Paz en Chiapas, a la vez que acusa al candidato presidencial del oficialista Partido Revolucionario Institucional (PRI), Ernesto Zedillo, de sabotear las negociaciones. Jorge Madrazo es nombrado en su lugar. 
El 6 de agosto, convocada por el EZLN, se inicia en San Cristóbal de las Casas la Convención Nacional Democrática (CND), «nacional, soberana y revolucionaria», cuya apuesta a mediano plazo sería la «instauración de un gobierno de transición» y la conformación de un «nuevo Constituyente» que a su vez redactaría una «nueva Carta Magna», que finalizaría tres días después en la localidad de Guadalupe Tepeyac, en Ocosingo Chiapas. Sin embargo, la CND se vería desmovilizada luego de las elecciones federales de 1994 y del triunfo de Ernesto Zedillo Ponce de León, quien siendo coordinador de campaña de Colosio, tras la muerte de este, se convertiría en el candidato priista a la presidencia de la República. En el estado de Chiapas, Eduardo Robledo Rincón, candidato priista a la gubernatura de la entidad, se proclama ganador en medio de protestas y acusaciones de fraude por parte de la Alianza Cívica Nacional y Chiapaneca, que argumentaba que un conjunto de irregularidades, como cartografía amañada, aprobación de distritos y casillas atravesando montañas y cañadas en vez de secciones electorales siguiendo la geografía natural para impedir que miles de campesinos e indígenas pudieran votar, recolección de credenciales de elector por parte del Ejército federal; presencia de caciques en las urnas, coacción del voto a través de formas clientelares diversas, amenazas directas y de desaparición o cambio de actas, etcétera, sí afectó los resultados de la elección, modificando la correlación de fuerzas a favor del candidato priista local.
El 13 de octubre, el obispo Samuel Ruiz, presenta una iniciativa para un nuevo diálogo y para reiniciar las conversaciones entre el EZLN y el gobierno federal que es saludada positivamente por el EZLN en noviembre. Sin embargo, a primeros de diciembre los zapatistas consideran que la imposición de Eduardo Robledo formaliza la ruptura al cese del fuego por parte de las tropas militares y «nombran» a Amado Avendaño Figueroa, director del periódico local El Tiempo y candidato perredista a la gubernatura, como «gobernador en rebeldía»; ello incluyó la entrega del bastón de mando por parte de los pueblos indígenas del estado, los cuales habían decretado su autonomía desde octubre.

### Asesinato de Luis Donaldo Colosio
El 23 de marzo de 1994 durante un acto de su campaña electoral en la colonia popular Lomas Taurinas de Tijuana, Baja California, fue asesinado Luis Donaldo Colosio, candidato presidencial del PRI, por medio de dos disparos (uno de ellos en la cabeza). En el instante fue detenido el autor de este hecho, Mario Aburto Martínez.
El 24 de marzo fue declarado día de luto nacional y el izamiento de la bandera nacional fue a media asta en señal de duelo.
El 29 de marzo el PRI postuló como candidato sustituto a Ernesto Zedillo Ponce de León.

### Crisis Económica de 1994 y error de diciembre
Para el año 1994 Carlos Salinas de Gortari tuvo un elevado gasto gubernamental en obras públicas con el objeto de mantener la inercia de crecimiento de su gobierno y con ello la popularidad. Este gasto gubernamental llevó a un déficit de cuenta corriente histórico (un 7% del PIB) y para poder lidiar con ello Salinas emitió los Tesobonos, instrumentos financieros del gobierno que aseguraban pagos en dólares y con los cuales pudo recaudar fondos el Banco de México. Con los diversos sucesos políticos ocurridos en 1994 (asesinatos de Luis Donaldo Colosio, Candidato Presidencial y José Francisco Ruiz Massieu, Líder Cameral del PRI y la rebelión insurgente en Chiapas), muchos de los inversionistas se asustaron y fueron a canjear los Tesobonos por efectivo, vaciando las reservas monetarias del Banco de México.
Era necesario la toma de decisiones económicas para impedir la crisis, tales como alza en las tasas de interés para recuperar reservas y contraer la base monetaria o generar una devaluación controlada del peso. Sin embargo Salinas de Gortari no tomó ninguna acción, presuntamente con el objetivo de no perder popularidad puesto que buscaba el apoyo internacional para su candidatura a director general de la Organización Mundial de Comercio.
Ernesto Zedillo, su sucesor, incapaz de articular una estrategia de amortiguamiento de los vencimientos de pagarés denominados en dólares, (Tesobonos) y con un manejo incorrecto en términos políticos, fue corresponsable y precipitó el advenimiento de una de las peores crisis financieras que ha vivido México, conocida como error de diciembre; y en el exterior como efecto Tequila.

## Escándalos pospresidencia

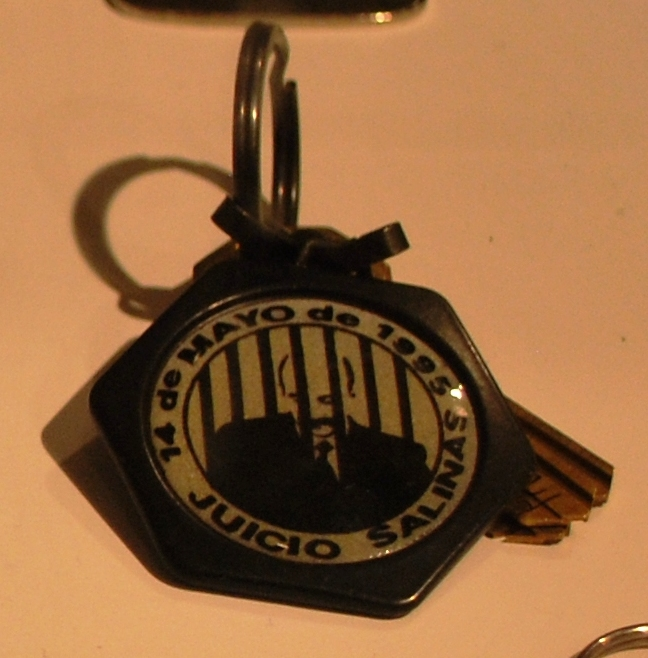
Llavero promoviendo un "Juicio Popular" simbólico a Salinas de Gortari, establecido para el 14 de mayo de 1995, organizado por la "Liga Mexicana Anticorrupción".

Al poco tiempo de dejar el cargo, el 28 de febrero de 1995 su hermano Raúl fue arrestado y condenado tras haber sido acusado de diversos delitos entre los que destacaban el tráfico de influencias, corrupción, evasión fiscal y la autoría intelectual del asesinato de su excuñado, el entonces diputado federal José Francisco Ruiz Massieu. El 1 de marzo de 1995, el expresidente Salinas de Gortari se había declarado en huelga de hambre durante 36 horas. Salinas alegaba que el arresto de su hermano y el clima de linchamiento mediático que se había propiciado a partir del «error de diciembre» provenían directamente de los Pinos. El 3 de marzo de 1995, tras una reunión en la residencia oficial, Salinas abandonó el país para regresar sólo esporádicamente por asuntos familiares durante el sexenio de Zedillo.
En el 2005, tras 10 años, tres meses y 13 días, Raúl Salinas de Gortari quedó libre. Tampoco se estimó que tuviera responsabilidad en el homicidio de José Francisco Ruiz Massieu, si bien le quedan pendientes procesos por delitos considerados menores, como falsificación de documentos y tráfico de influencias.
Otro de los hermanos, Enrique Salinas de Gortari, a quien la Interpol investigaba por lavado de dinero, fue asesinado en el Estado de México, en 2004 en circunstancias aún no esclarecidas.

## Libros publicados
En 1982 publicó con el Fondo de Cultura Económica, en una edición de la SEP, un estudio realizado en 1979, llamado Producción y participación política en el campo.
En el año 2000 Carlos Salinas publicó el libro México: Un paso difícil a la modernidad, un amplio análisis de su sexenio de más de 1,300 páginas donde explica los pasos que llevaron al Tratado de Libre Comercio, México después de la caída del bloque comunista, la disminución de la deuda, el conflicto de Chiapas, el asesinato de Luis Donaldo Colosio Murrieta y otros temas.
En mayo de 2008 publicó un nuevo libro llamado La Década Perdida: 1995-2006: Neoliberalismo y Populismo en México, donde critica seriamente las administraciones de Ernesto Zedillo y Vicente Fox, además de hacer también referencia a Andrés Manuel López Obrador.
En diciembre de 2010, publicó su tercer libro llamado: Democracia Republicana. Ni Estado ni mercado: una alternativa ciudadana, en el que reflexiona sobre la necesidad de construir una nueva etapa del liberalismo social: la democracia republicana basada en la «lucha cotidiana, la participación organizada y el compromiso colectivo». Además hace una crítica a los «intelectuales orgánicos» que «dominan el debate de las ideas» y presentan «versiones simplificadas de la realidad» y los personaliza con Jorge Castañeda, Enrique Krauze, Lorenzo Meyer y Sergio Aguayo Quezada".
En el año 2011, previo a la elección presidencial a celebrarse el año siguiente, Carlos Salinas escribe un nuevo libro llamado ¿Qué hacer?, La alternativa ciudadana. En dicho libro respalda su postura presentada en su libro anterior la cual llama Liberalismo Social, asimismo critica a los gobiernos que llama neoliberales y neopopulistas: «un Estado absorbente, excluyente, que convierte a ciudadanos en acarreados». En este trata de comparar a la obra de Vladímir Lenin que lleva el mismo título.
En marzo de 2017, publicó Muros, puentes y litorales. La relación entre México, Cuba y Estados Unidos, una obra en la que Carlos Salinas hace un recuento histórico de episodios que marcaron la salvaguarda de la relación entre esos tres países.